# シブサワ・コウ
シブサワ・コウ（渋沢光）は、日本のコンピューターゲームメーカーのコーエーテクモゲームスのブランド・コーエー（旧・光栄）における『信長の野望』『三國志』各シリーズなど、数々の歴史シミュレーションゲームにクレジットされるプロデューサー。本項では、同様にコーエーのゲームにクレジットされる「フクザワ・エイジ」についても併せて記述する。
また、2016年（平成28年）4月1日にコーエーテクモゲームスの組織改編によって組織されたエンタテインメント事業部に属する5つのブランド別組織のうちの1つの名称ともなった。

## プロデューサー名としてのシブサワ・コウ
シブサワ・コウの名義は、東映の八手三郎、オフィス・ヘンミの葉村彰子
、東映アニメーションの東堂いづみ、サンライズの矢立肇などと同様に、コーエー製作のゲームに共通してクレジットされる開発チーム全体を表すプロデューサー名である。この方式を提案したのは当時専務であった襟川恵子で、「イヴ・サンローランやセリーヌ、ディオールなどの著名な企業は、自分のファッションデザイナーとしての名前やブランド名を持って、ブランド名を前面に打ち出してビジネスを展開している」「開発したゲームソフトに責任を持つ」という意味合いから、1983年の『信長の野望』にてはじめて名乗られた。
元々は、各タイトルの開発チーム（プロデューサー）を指していたため、雑誌や出版物の記事では、毎回別人がインタビューに答えていた。シブサワの経歴についても当初は「謎に包まれている」「余り表面に出ない」としていた。その後、光栄の創業者である襟川陽一が会長職を妻である襟川恵子に譲り、作品の開発に専念するようになると、2000年にPlayStation 2用ゲームソフト『決戦』発表時に、改めて襟川陽一個人のペンネームとされた。もっとも襟川が直接開発に参加していないタイトルにも、総合プロデューサーとして変わらずシブサワ・コウの名はクレジットされている。
由来は襟川陽一が尊敬する渋沢栄一から「シブサワ」+コーエーの旧社名・光栄の光から「コウ」、とされている。また、身長は185cmとされてきたが、これは襟川陽一の実際の身長である。「「シブサワ・コウ」というプロデューサー名を付けたことは非常によかったですね。「襟川陽一」は知らなくても「シブサワ・コウ」は知っているというゲームファンの方も少なくありません。」「私の近い将来の夢は、経営者・襟川陽一の座を降りて、100%、シブサワ・コウとしてゲームを作り続けることです。」と襟川陽一は述べる。

### 主なシブサワ・コウ
- 襟川陽一 - コーエーテクモホールディングスおよびコーエーテクモゲームス代表取締役社長。1950年10月26日、栃木県足利市生まれ。慶應義塾大学商学部卒業。1978年光栄設立。「私がシブサワ・コウです」とテレビ番組でインタビューに答えたこともある（『ゲームセンターCX』など）。

- 1981年10月『川中島の合戦』を発売[7]。歴史シミュレーションゲームという新ジャンルを創造した[8]。襟川が全編にわたってプログラミングしたソフトであるが、このときにはまだ「シブサワ・コウ」の名はクレジットされていない。
- 1985年12月『三國志』を発売。「三國志」シリーズ第1作。
- 1987年12月『麻雀大会』を発売。シブサワ自らゲームの登場人物となる。
- 1993年1月『Winning Post』を発売。馬主シミュレーションゲーム。
- 2000年3月『決戦』を発売。まったく新しいタイプのリアルタイム合戦エンタテインメント。
- 2017年2月『仁王』を発売。ダーク戦国アクションRPG。 キャッチコピー“戦国死にゲー”
- 2020年9月『三國志 覇道』サービスイン。「三國志」35周年記念作品。MMOSLGジャンルのスマホゲーム。

- NHK大河ドラマ『真田丸』『鎌倉殿の13人』では3D地図監修として技術協力しており[9][10]、オープニングでクレジットされている。
- 2021年10月「40年という長きにわたりトップクリエイターとして日本のコンピュータエンターテインメント業界の発展に寄与」したことが評価され日本ゲーム大賞経済産業大臣賞を受賞[11]。

## フクザワ・エイジ
コーエーのゲームには「フクザワ・エイジ」というクレジットがある作品もある。主に同社独自のゲームジャンルであるリコエイションゲーム（『大航海時代シリーズ』『太閤立志伝シリーズ』『英傑伝シリーズ』など）で使われる。
リコエイションゲームが2004年発売の『太閤立志伝V』が現在最後となっていることもあり、それ以降フクザワ・エイジがクレジットされた作品は発売されていない。なお、2022年発売の同作のリマスター版である『太閤立志伝V DX』では、シブサワ・コウがクレジットされている。
由来は襟川の出身大学の創立者の福澤諭吉から「フクザワ」+光栄の栄から「エイ」+シブサワコウから数えて2番目なので「ジ」とされる。

## ブランド名としてのシブサワ・コウ
2016年4月よりコーエーテクモゲームスは5つのブランドで運営されることになり、そのうち1つのブランド名が「シブサワ・コウ」となった。
現在のブランド長はコーエーテクモゲームス執行役員の伊藤幸紀。
主に旧「光栄」時代から発売してきたシミュレーションゲーム分野を担当し、代表的な作品シリーズは「信長の野望シリーズ」「三國志シリーズ」「Winning Postシリーズ」「大航海時代シリーズ」「仁王シリーズ」等である。直近ではスマホゲーム「三國志 覇道」をヒットさせている。シブサワ・コウブランドも『ファイアーエムブレム 風花雪月』を担当する。
また、テレビアニメ『群青のファンファーレ』においても「シブサワ・コウ（コーエーテクモゲームス）」として競馬3Dモデル・モーション協力を担当する。